# Шевитц, Георг Теодор
Георг Теодор Поликрон Шевитц (швед. Georg Theodor Policron Chiewitz; 5 октября 1815, Стокгольм, Швеция — 28 декабря 1862, Або, Великое княжество Финляндское) — шведский архитектор, автор градостроительного проекта Мариехамна и городской архитектор Або (1860—1862).

## Биография
Родился 5 октября 1815 года в Стокгольме.
Изучал технику и получил диплом архитектора в Академии изящных искусств в Стокгольме, после чего с 1832 по 1833 годы работал чертежником и администратором в механической мастерской в Нючёпинге. В течение друх лет в качестве механика шведского корабля находился в плавании у берегов Греции.
С 1837 по 1838 годы имел возможность наблюдать за работами и перенимать опыт у шведского изобретателя и промышленника Йохана Эрикссона, возводившего новый железнодорожный мост в Лондоне по разработанным им технологиям строительства.
В 1839 году работал в Париже вместе с теоретиком рационализма и археологом Сезаром Далином (César Dalyn), где вероятнее всего проникся идеями, нашедшими своё воплощение в дальнейшем творчестве.
В 1840 году вернулся в Стокгольм, где руководил строительством железнодорожного моста и трудился в качестве преподавателя в Академии изящных искусств. В 1851 году при экспорте в Германию железнодорожных шипов, столкнулся с трудностями в бизнесе, обанкротился и в том же году переехал в город Або, в Великое княжество Финляндское.
С 1852 по 1860 годы трудился над различными архитектурными проектами в Або-Бьёрнеборгской губернии, а когда в 1859 году городской архитектор Пер Юхан Гюлих подал в отставку, то с 1860 года заменил его в этой должности.
С 1859 по 1861 годы разработал градостроительный архитектурный план нового портового города Мариехамна на Аландских островах, возведённого по указанию императора Александра II.
Скончался 28 декабря 1862 года в Або и похоронен на центральном городском кладбище.
Позднее, с 1863 по 1865 годы в городе Ловийса, по разработанному им проекту, был построен главный кафедральный собор взамен сгоревшего старого.